# الحجرة (السدة)

تعديل مصدري - تعديل

الحجرة محلة تابعة لقرية بيت العائدي، التابعة لعزلة جبل حجاج بمديرية السدة إحدى مديريات محافظة إب في الجمهورية اليمنية.، بلغ تعداد سكانها 35 حسب تعداد اليمن لعام 2004.